# Park Narodowy Tunari
Park Narodowy Tunari (hiszp. Parque nacional Tunari) – park narodowy w Boliwii położony w departamencie Cochabamba, w prowincjach Ayopaya, Cercado, Quiilacolio, Chapare i Tapacarí. Został utworzony 28 czerwca 1979 roku i zajmuje obszar 3000 km². Na wschód od niego znajduje się Park Narodowy Carrasco, a na północ Park Narodowy Isiboro Sécure. W 2008 roku południowa część parku została zakwalifikowana przez BirdLife International jako ostoja ptaków IBA.

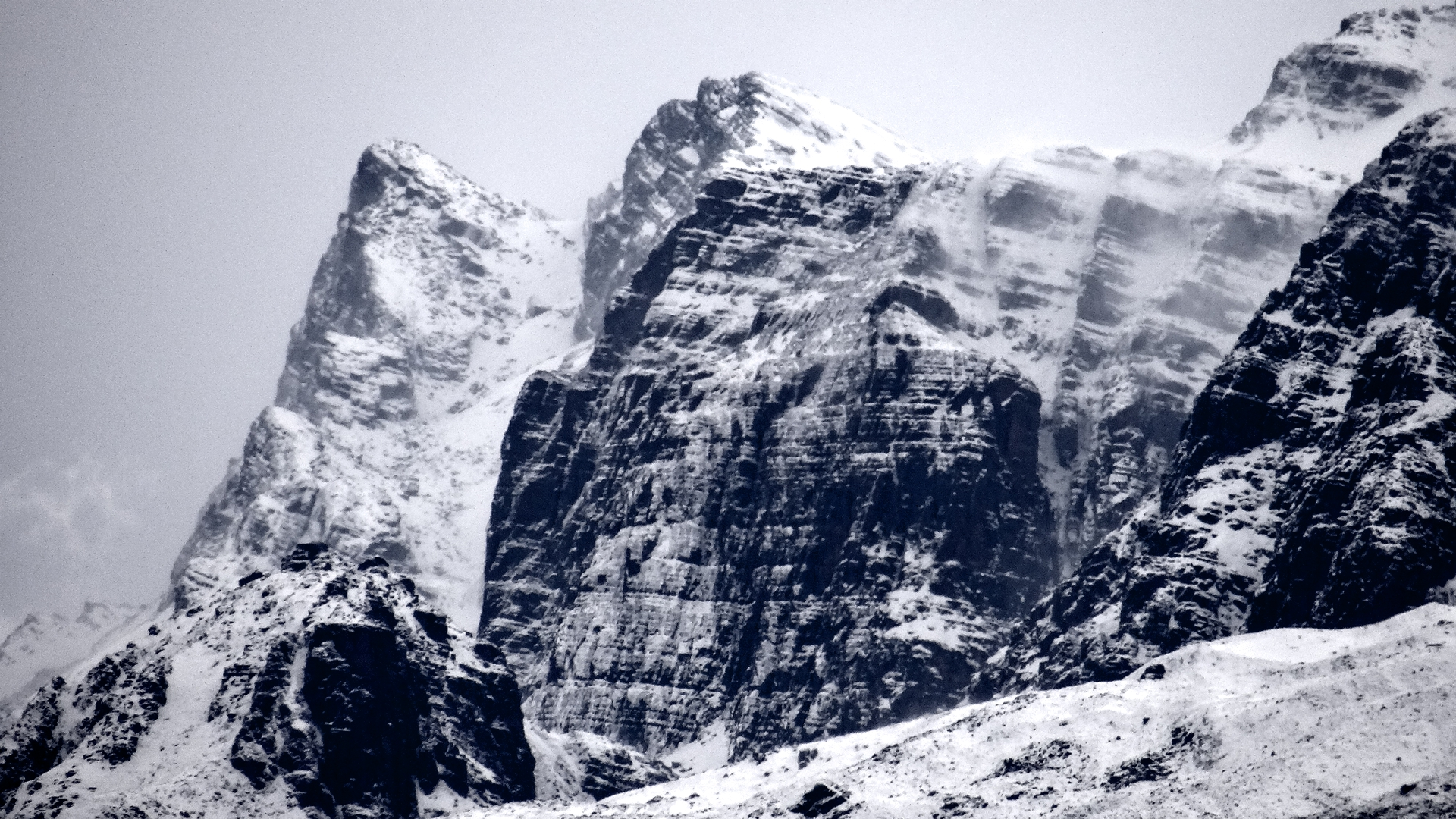
Szczyt Tunari

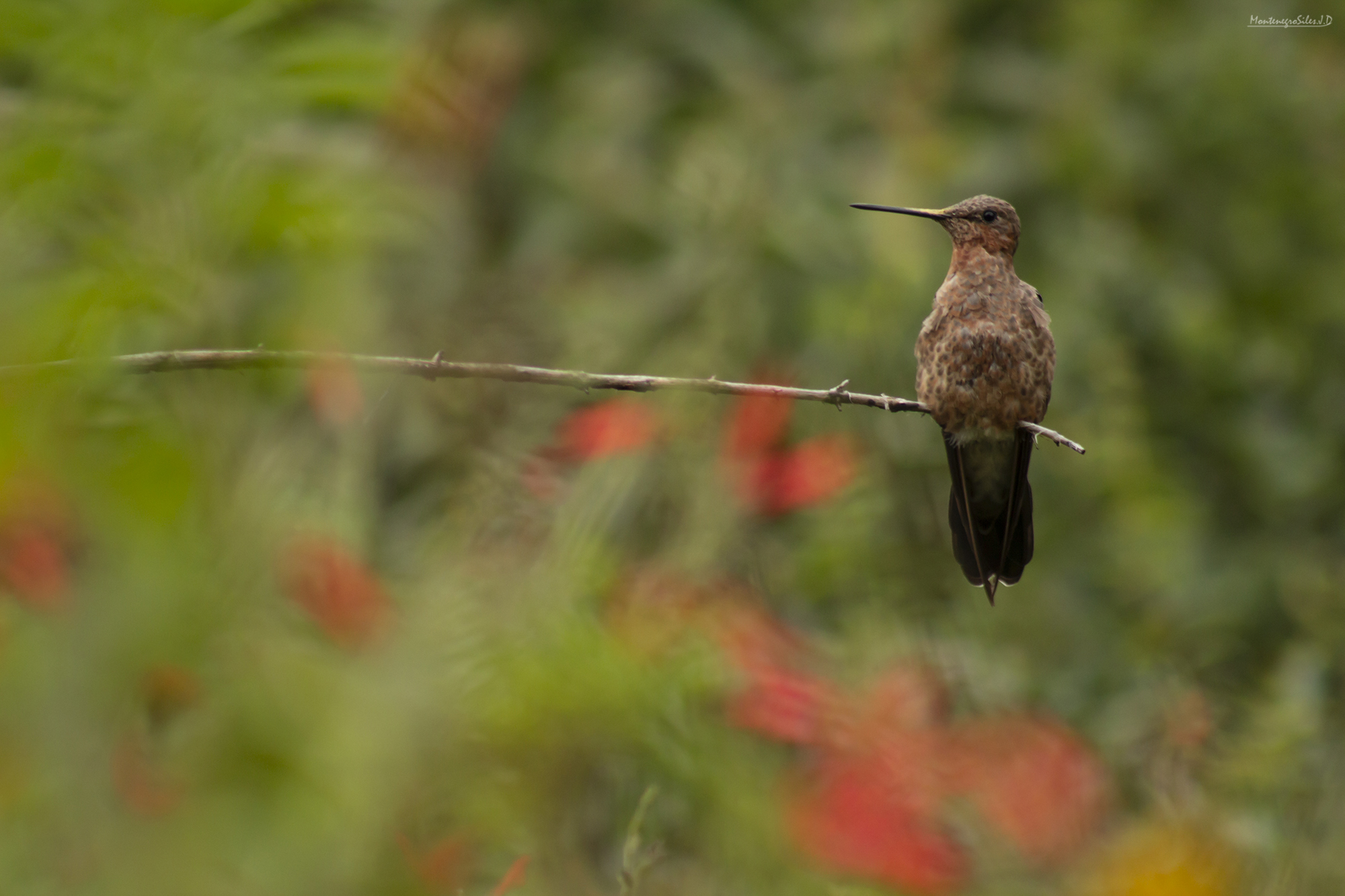
Koliber gigancik

## Opis
Park znajduje się na wschodnich zboczach Andów, w dorzeczu Amazonki, na wysokościach od 2200 do 5060 m n.p.m. Obejmuje większą część pasma górskiego Tunari (Cochabamba) ze szczytami Pirthuata (5060 m) i Tunari (5023 m).
Klimat umiarkowany. W dolinach i na niżej położonych zboczach gór średnia roczna temperatura wynosi +12 °C, a roczne opady poniżej 600 mm. Wyżej klimat jest chłodny i wilgotny, ze średnią temperaturą +6,5 °C i średnią roczną ilością opadów wynoszącą 1200 mm.

## Flora
W dolinach i na niżej położonych zboczach gór rosną głównie schinus peruwiański, Fagara coco, jadłoszyn baziowaty, Kageneckia lanceolata, Dodonaea viscosa, Acacia macracantha, Alnus acuminata, Buddleja hypoleuca i Baccharis dracunculifolia.
Wysoko na zboczach występują przeważnie łąki oraz fragmentarycznie drzewa i krzewy. Rosną tu m.in.: Buddleja coriacea oraz narażony na wyginięcie (VU) Polylepis besseri, którego podgatunek subtusalbida występuje wyłącznie w paśmie górskim Tunari.

## Fauna
W parku żyje 30 gatunków ssaków, 163 gatunki ptaków, dwa gatunki gadów i dwa gatunki płazów.
Ze ssaków występują tu m.in.: zagrożony wyginięciem (EN) ocelot andyjski, narażony na wyginięcie (VU) andoniedźwiedź okularowy, a także ocelot pampasowy, puma płowa, nibylis andyjski, włosopuklerznik andyjski, wikunia andyjska.
Ptaki to m.in.: narażone na wyginięcie (VU) kondor wielki i flaming andyjski, a także flaming krótkodzioby, nandu plamiste, łyska wielka, łyska rogata, cierniogonek rdzawy, szafranka żółtogłowa, andomodraszek białobrewy, prostodziobek wielki, haczykodziobek szarobrzuchy. W lasach Polylepis besseri żyją ptaki endemiczne dla Boliwii: górzak klinosterny, iskrzyk czarnogłowy, koszykarz boliwijski i rudoliczka rdzawobrzucha.
Z płazów występuje w parku m.in.: narażony na wyginięcie (VU) Telmatobius marmoratus.